# Hanover (Ohio)
Hanover es una villa siuada en el condado de Licking, Ohio, Estados Unidos. Tiene una población estimada, a mediados de 2023, de 1317 habitantes.

## Geografía
La localidad está ubicada en las coordenadas 40°04′55″N 82°16′37″O / 40.08194, -82.27694 (40.081905, -82.276876). Según la Oficina del Censo, tiene una superficie total de 4.78 km², de los cuales 4.73 km² corresponden a tierra firme y 0.05 km² están cubiertos de agua.

## Demografía
Según el censo de 2020, en ese momento había 1270 personas residiendo en la localidad. La densidad de población era de 268.50 hab./km². El 95.83% de los habitantes eran blancos, el 0.63% eran afroamericanos, el 0.16% eran amerindios, el 0.39% eran asiáticos, el 0.47% eran de otras razas y el 2.52% eran de una mezcla de razas. Del total de la población, el 0.94% eran hispanos o latinos de cualquier raza.